# Kamelaukion
Il camaleuco era dapprima un copricapo e di seguito una corona dell'impero romano d'oriente.

## Descrizione
Come corona che contraddistingueva la nobiltà bizantina cominciò a diffondersi attorno al VI secolo d.C. Era costituita da una cuffia sulla quale venivano apposte decorazioni in oro, gioielli e pietre preziose. Veniva abbellita con pendagli laterali. Era una corona tipica sia per l'uomo che per la donna e in età comnena divenne il copricapo ufficiale dei sovrani bizantini.

## Galleria d'immagini

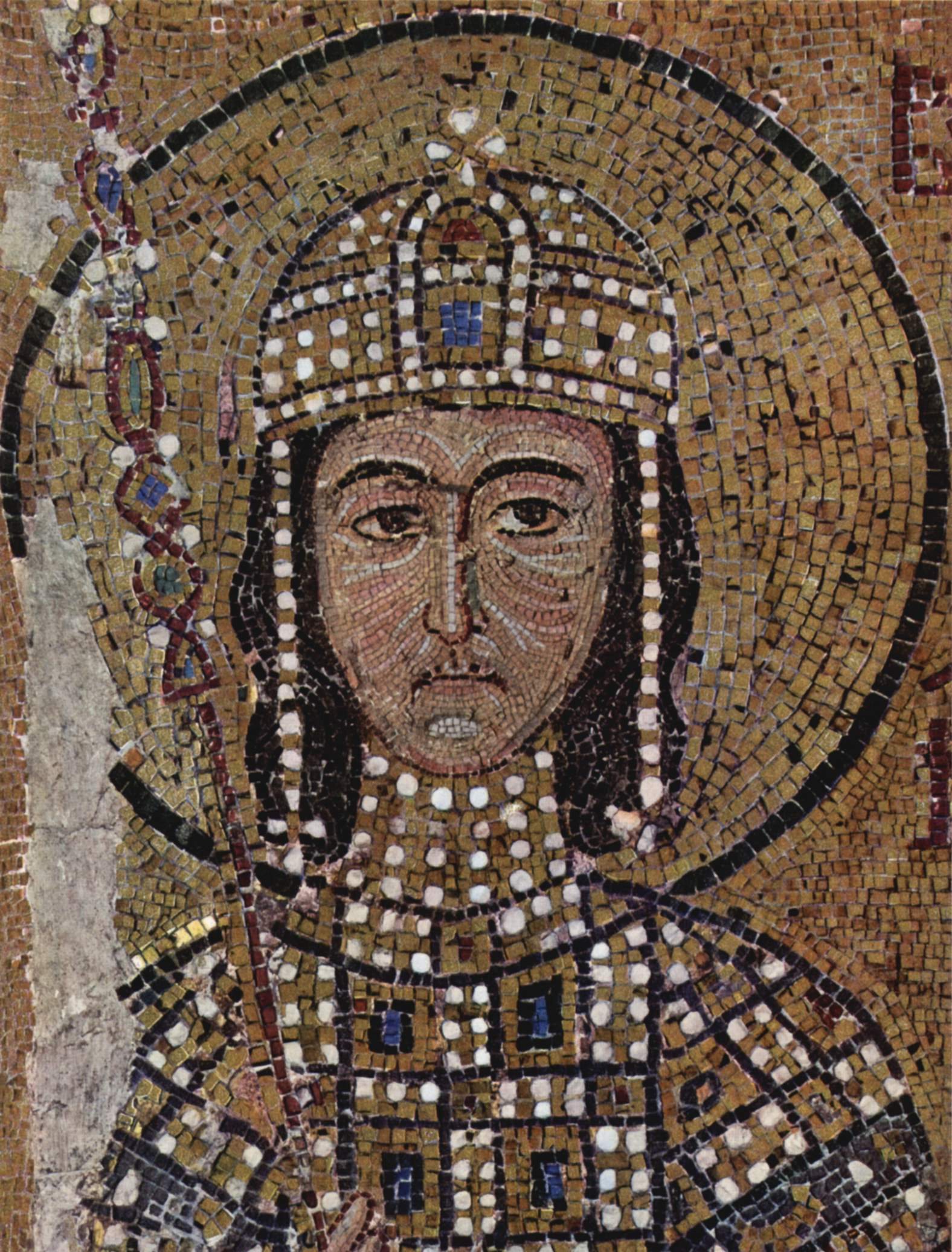
Alessio I Comneno, ritratto in un mosaico nella Basilica di Santa Sofia mentre indossa il camaleuco